# Княжа Україна (серія монет)
Княжа Україна — серія ювілейних та пам'ятних монет, започаткована Національним банком України в 1998 році.
|                                        |  |  |
| Перша монета серії - срібна монета Кий |  |  |

## Монети в серії
У серію включені такі монети:
- Пам'ятна монета «Кий»
- Пам'ятна монета «Данило Галицький»
- Пам'ятна монета «Аскольд»
- Пам'ятна монета «Ольга»
- Пам'ятна монета «Володимир Великий»
- Пам'ятна монета «Ярослав Мудрий»
- Пам'ятна монета «Святослав»
- Пам'ятна монета «Володимир Мономах»
- Ювілейна монета «1000 років від початку правління київського князя Ярослава Мудрого»
- Ювілейна монета «1075 років з часу правління княгині Ольги»